# Fenix-Deceuninck/2023

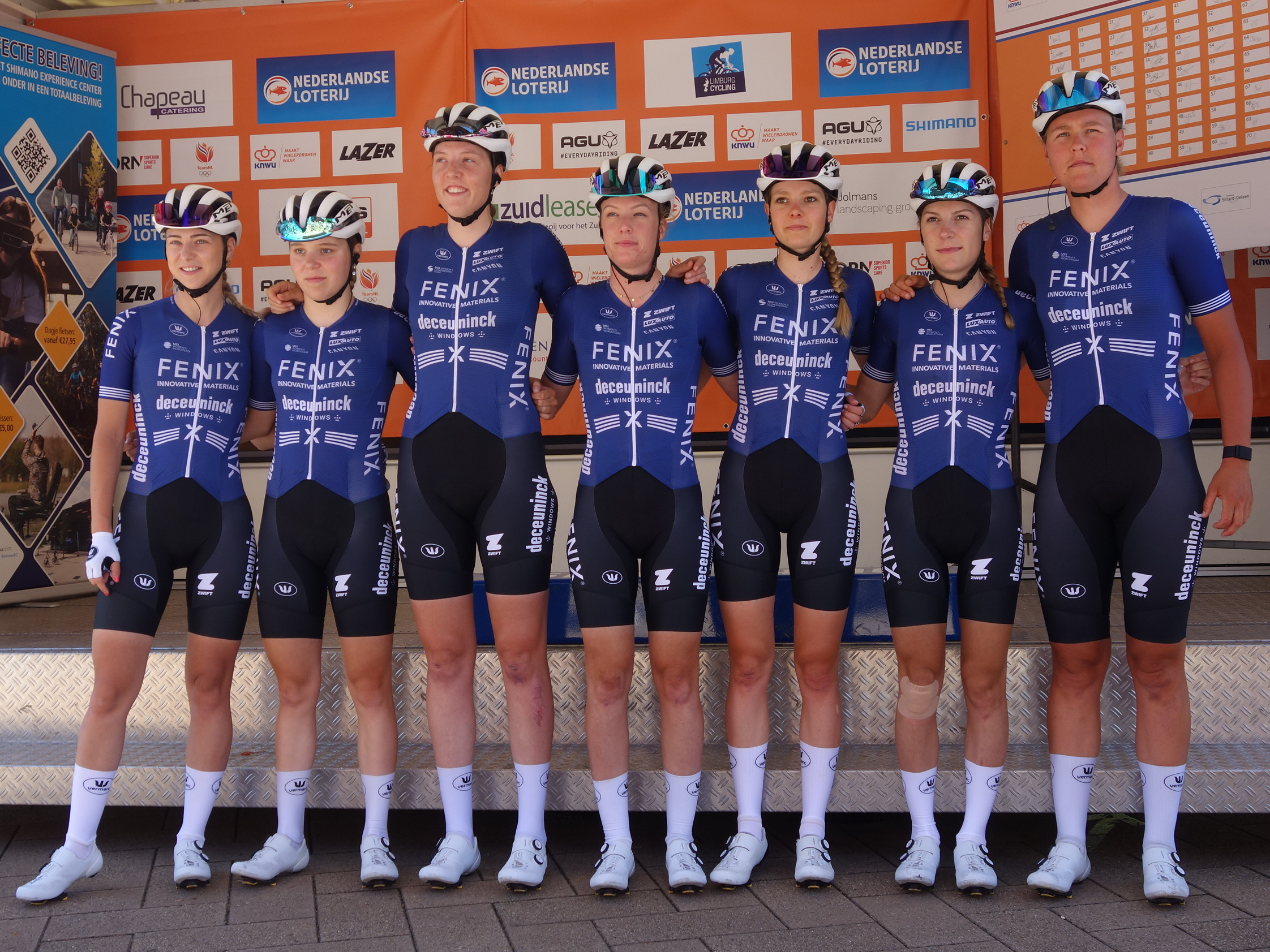
De ploeg aan de start van het Nederlands kampioenschap op de weg in Valkenburg.

Deze pagina geeft een overzicht van de vrouwenwielerploeg Fenix-Deceuninck in 2023.

## Algemeen
Teammanager:
Ploegleiders: Heidi Van De Vijver
Fietsmerk:

## Rensters

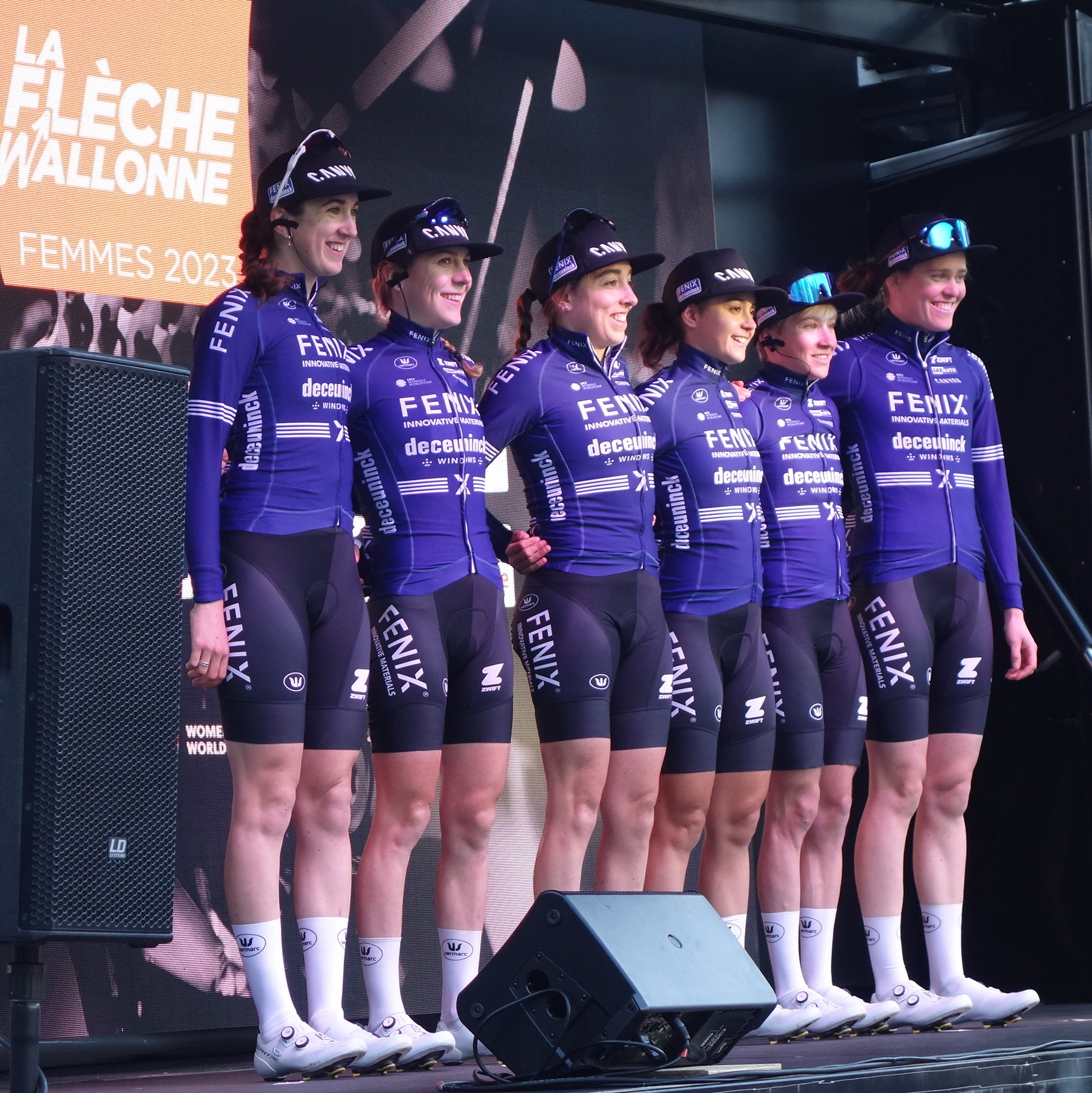
De ploeg in de Waalse Pijl 2023.

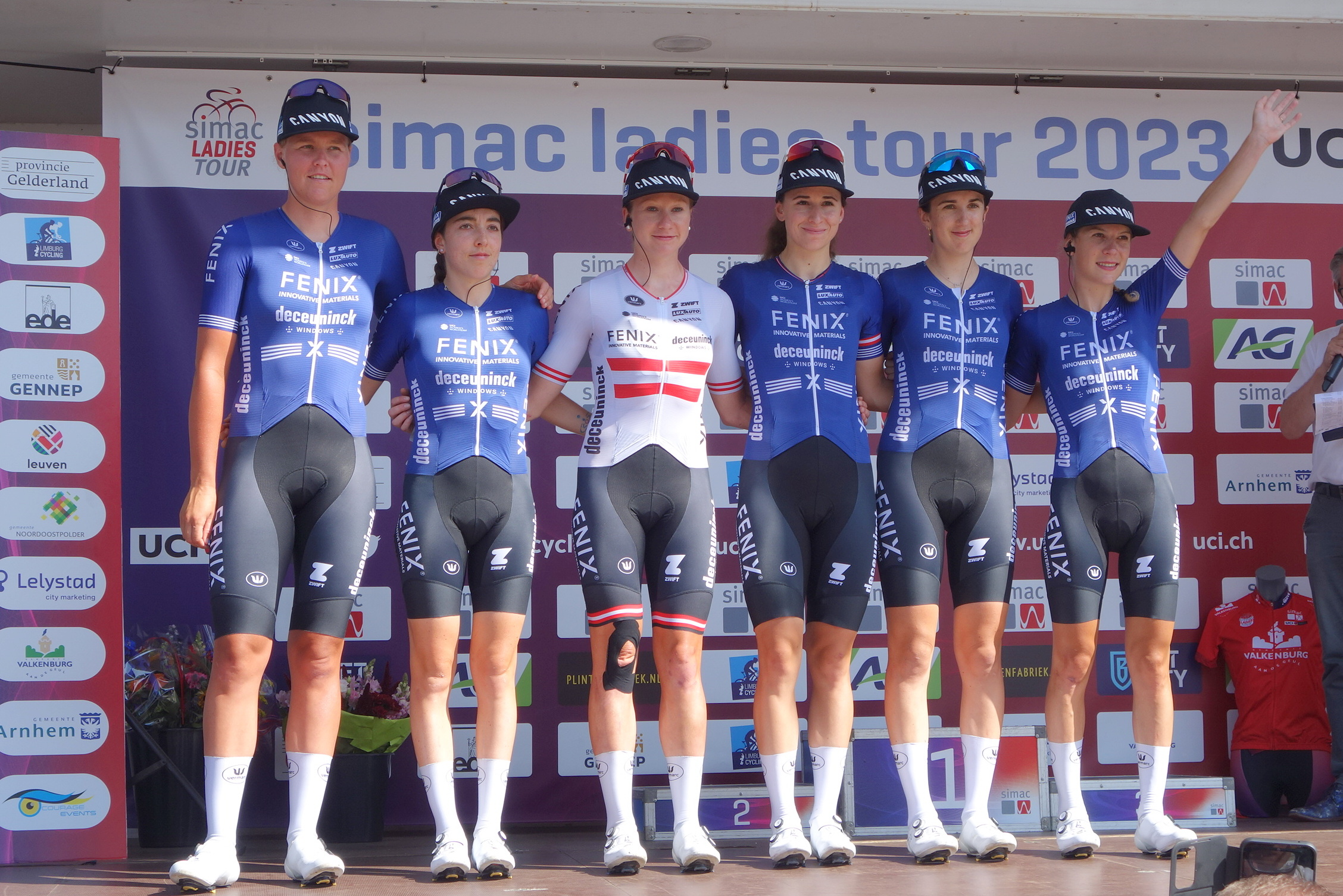
De ploeg in de Simac Ladies Tour 2023.

| Naam                       | Geboortedatum | Nationaliteit       | Ploeg 2022                    |
| -------------------------- | ------------- | ------------------- | ----------------------------- |
| Ceylin del Carmen Alvarado | 06-08-1998    | Nederland           |                               |
| Sanne Cant                 | 08-10-1990    | België              |                               |
| Millie Couzens             | 29-10-2003    | Verenigd Koninkrijk |                               |
| Kim de Baat                | 29-05-1991    | België              |                               |
| Julie De Wilde             | 08-12-2002    | België              |                               |
| Yara Kastelijn             | 09-08-1997    | Nederland           |                               |
| Evy Kuijpers               | 15-02-1995    | Nederland           | Human Powered Health Women    |
| Maria Martins              | 14-12-2004    | Portugal            | -                             |
| Greta Marturano            | 14-06-1998    | Italië              | Top Girls Fassa Bortolo       |
| Puck Pieterse              | 13-05-2002    | Nederland           |                               |
| Carina Schrempf            | 16-10-1994    | Oostenrijk          | -                             |
| Christina Schweinberger    | 29-10-1996    | Oostenrijk          |                               |
| Petra Stiasny              | 10-09-2001    | Zwitserland         | Roland Cogeas Edelweiss Squad |
| Marthe Truyen              | 30-09-1999    | België              |                               |
| Julie Van de Velde         | 02-06-1993    | België              |                               |
| Inge van der Heijden       | 12-08-1999    | Nederland           |                               |
| Cecilia van Zuthem         | 27-11-2003    | Nederland           | -                             |
| Annemarie Worst            | 19-12-1995    | Nederland           |                               |
| Sophie Wright              | 15-03-1999    | Verenigd Koninkrijk | UAE Team ADQ                  |

### Vertrokken
| Naam                     | Geboortedatum | Nationaliteit       | Ploeg 2023                        |
| ------------------------ | ------------- | ------------------- | --------------------------------- |
| Manon Bakker             | 15-07-1999    | Nederland           | Fenix-Deceuninck Development Team |
| Imogen Cotter            | 05-07-1993    | Ierland             | Fenix-Deceuninck Development Team |
| Kiona Crabbé             | 18-02-2001    | België              | Proximus-Alphamotorhomes-Doltcini |
| Ronja Eibl               | 30-08-1999    | Duitsland           | Fenix-Deceuninck Development Team |
| Justine Ghekiere         | 14-05-1996    | België              | AG Insurance NXTG                 |
| Anna Kay                 | 06-05-1999    | Verenigd Koninkrijk | Fenix-Deceuninck Development Team |
| Laura Süßemilch          | 23-02-1997    | Duitsland           | Fenix-Deceuninck Development Team |
| Marion Norbert Riberolle | 07-01-1999    | België              | Fenix-Deceuninck Development Team |
| Aniek van Alphen         | 01-02-1999    | Nederland           | Fenix-Deceuninck Development Team |
| Karen Verhestraeten      | 23-04-1991    | België              | ?                                 |

## Overwinningen
| Nationale kampioenschappen wielrennen Oostenrijk – wegwedstrijd: Carina Schrempf Antwerp Port Epic Ladies Marthe Truyen Flanders Diamond Tour Julie De Wilde Tour de France Femmes 4e etappe: Yara Kastelijn Ronde van Scandinavië Ploegenklassement: *1 |

*1 Ploeg Ronde van Scandinavië: Kastelijn, Marturano, Schrempf, van der Heijden, Worst
Canyon-SRAM · DSM · EF Education-TIBCO-SVB · FDJ-SUEZ · Fenix-Deceuninck · Human Powered Health · Israel Premier Tech Roland · Jayco AlUla · Jumbo-Visma · Liv Racing TeqFind · Movistar · SD Worx · Trek-Segafredo · UAE Team ADQ · Uno-X
Mannen: 2009 · 2010 · 2011 · 2012 · 2013 · 2014 · 2015 · 2016 · 2017 · 2018 · 2019 · 2020 · 2021 · 2022 · 2023 · 2024 · 2025
Vrouwen: 2020 · 2021 · 2022 · 2023 · 2024 · 2025